# Sainte-Marthe (Eure)
Sainte-Marthe é uma comuna francesa na região administrativa da Normandia, no departamento de Eure. Estende-se por uma área de 17,14 km². Em 2010 a comuna tinha 509 habitantes (densidade: 29,7 hab./km²).